# Лоун, Джон
Джон (Джонни) Лоун (англ. John «Johnny» Lone, кит. 尊龍), при рождении Ын Кхуок Лён (кит. 吳國良; род. 13 октября 1952, Гонконг) — американский актёр китайского происхождения.

## Биография
Лоун родился в Гонконге и воспитывался в сиротском приюте, но позже его усыновила одна жительница Шанхая. Он занимался в Пекинской опере и там его, десятилетнего мальчишку, называли Джонни. Позже он взял себе артистический псевдоним Джонни Лоун, от английского «alone» — один, сирота, к тому же эта фамилия была похожа на его китайскую.
Получив средства от одной американской семьи, он покинул труппу Пекинской оперы и перебрался в Лос-Анджелес. Здесь он продолжил своё актёрское образование в Американской академии драматического искусства в Пасадине, а затем переехал в Нью-Йорк.
Некоторое время он был безработным, пока его не заметил актёр Мако и не пригласил на роль в пьесу «F.O.B», за которую Лоун получил премию «Оби». Тут его и нашёл агент, открывший до него уже таких звёзд как Джоан Чань, Бай Лин, Люси Лью и Кен Люн.
Первую главную роль в кинематографе Лоун сыграл в фильме Ледяной человек. Широкой публике он известен по роли императора Пу И в фильме «Последний император» (1987) и мафиози Джоя Тая в фильме «Год дракона» (1985). Кроме этого, он исполнил роль оперной певицы в фильме «М. Баттерфляй».
Несмотря на свой успех в Голливуде, он решил продолжить карьеру в азиатском кино, но неудачно. Несколько проектов, в которых Лоун планировался на главные роли, так и не были запущены в производство. Не снимается с 2007 года.

## Фильмография
| Год  |    | Русское название       | Оригинальное название                            | Роль             |
| ---- | -- | ---------------------- | ------------------------------------------------ | ---------------- |
| 1976 | ф  | Кинг-Конг              | King Kong                                        | китайский повар  |
| 1976 | с  | Печальный рыцарь       | The Blue Knight                                  | Терри Чоу        |
| 1978 | тф | —                      | Kate Bliss and the Ticker Tape Kid               | Хаусман          |
| 1978 | с  | Меч правосудия         | Sword of Justice                                 | н/д              |
| 1979 | ф  | Америкафон             | Americathon                                      | китаец           |
| 1979 | с  | Восьми достаточно      | Eight Is Enough                                  | Ченг             |
| 1979 | с  | Человек по имени Слоан | A Man Called Sloane                              | азиатский танцор |
| 1981 | с  | Блюз Хилл-стрит        | Hill Street Blues                                | сосед            |
| 1982 | тф | —                      | Joseph Papp Presents: The Dance and the Railroad | одиночка         |
| 1984 | ф  | Ледяной человек        | Iceman                                           | Чарли            |
| 1985 | ф  | Год дракона            | Year of the Dragon                               | Джоуи Тай        |
| 1987 | ф  | Тени павлина           | Echoes of Paradise                               | Рака             |
| 1987 | ф  | Последний император    | The Last Emperor                                 | Пу И             |
| 1988 | ф  | Модернисты             | The Moderns                                      | Бертрам Стоун    |
| 1989 | ф  | Тень Китая             | Shadow of China                                  | Генри            |
| 1991 | ф  | Шанхай. Двадцатые годы | Shang Hai yi jiu er ling                         | Билли Фонг       |
| 1993 | ф  | М. Баттерфляй          | M. Butterfly                                     | Сонг Лилинг      |
| 1994 | ф  | Тень                   | The Shadow                                       | Шиван Хан        |
| 1995 | ф  | Травля                 | The Hunted                                       | Киндзё           |
| 1997 | ф  | Спецгруппа             | Yit huet jui keung                               | Таг              |
| 2001 | ф  | Час пик 2              | Rush Hour 2                                      | Рики Тан         |
| 2004 | ф  | —                      | Zi yu zi le                                      | Ми Джихонг       |
| 2005 | ф  | —                      | Paper Moon Affair                                | муж Кейко        |
| 2007 | ф  | Война                  | War                                              | Ченг             |

## Награды и номинации
| Награда         | Год  | Категория                                      | Название работы     | Результат |
| --------------- | ---- | ---------------------------------------------- | ------------------- | --------- |
| Золотой глобус  | 1986 | Лучшая мужская роль второго плана в кинофильме | Год дракона         | Номинация |
| Золотой глобус  | 1988 | Лучшая мужская роль в драматическом фильме     | Последний император | Номинация |
| Независимый дух | 1989 | Лучшая мужская роль второго плана              | Модернисты          | Номинация |